# Giovanna Orsini

Stemma Orsini di Pitigliano

Giovanna Orsini (... – 1528) è stata una nobile italiana.

## Biografia
Era figlia di Ludovico Orsini (?-1465), di Aldobrandino II, conte di Pitigliano.
Sposò nel 1503 nella chiesa di Sant'Andrea di Asola il condottiero Federico Gonzaga, signore di Bozzolo. Catturato dopo la battaglia di Pavia (1525) dagli imperiali, fu condotto nel castello di Pizzighettone e Giovanna Orsini incaricò Aloisio Gonzaga, marchese di Castel Goffredo, di trattare la liberazione del marito. Pagata una somma in danaro ai carcerieri, riuscì fuggire rifugiandosi presso il duca di Milano.

## Discendenza
Giovanna e Federico ebbero tre figli, morti infanti:
- Carlo;
- Ippolito;
- Orazio.